# Championnat des pays émergents de handball
Le championnat des pays émergents de handball est un tournoi international masculin de handball qui réunit tous les deux ans depuis 2015 des équipes nationales des pays émergents, sous l'égide de la Fédération internationale de handball (IHF). Ce championnat n'est toutefois pas qualificatif pour le Championnat du monde.
La liste des participants évolue d'une édition à l'autre. Les Îles Féroé, vainqueur des deux premières éditions, est le pays le plus titré. La Géorgie a remporté l'édition 2019.
Après l'annulation de l'édition 2021, Cuba remporte l'édition 2023 devant Chypre et le pays organisateur, la Bulgarie. Au même moment, les Îles Féroé et la Géorgie décrochaient leur place pour l'Euro 2024, leur première compétition majeure.

## Palmarès
Ce championnat réunit des pays émergents mais à l'opposé des Championnats du monde B, il n'est pas qualificatif Championnat du monde.
| Édition | Année     | Pays hôte |                                                                                   | Finale                                                                            | Finale                                                                            | Finale                                                                            |                                                                                   | Petite finale                                                                     | Petite finale                                                                     | Petite finale |
| Édition | Année     | Pays hôte | Champion                                                                          | 0Score0                                                                           | Finaliste                                                                         | Troisième                                                                         | 0Score0                                                                           | Quatrième                                                                         |                                                                                   |               |
| ------- | --------- | --------- | --------------------------------------------------------------------------------- | --------------------------------------------------------------------------------- | --------------------------------------------------------------------------------- | --------------------------------------------------------------------------------- | --------------------------------------------------------------------------------- | --------------------------------------------------------------------------------- | --------------------------------------------------------------------------------- | ------------- |
| 1re     | 2015 (en) | Kosovo    | Îles Féroé                                                                        | 27 – 24                                                                           | Lettonie                                                                          | Kosovo                                                                            | 28 – 16                                                                           | Uruguay                                                                           |                                                                                   |               |
| 2e      | 2017 (en) | Bulgarie  | Îles Féroé (2)                                                                    | 26 – 25                                                                           | Turquie                                                                           | Kosovo                                                                            | 32 – 25                                                                           | Chypre                                                                            |                                                                                   |               |
| 3e      | 2019 (en) | Géorgie   | Géorgie                                                                           | 31 – 21                                                                           | Cuba                                                                              | Bulgarie                                                                          | 47 – 31                                                                           | Grande-Bretagne                                                                   |                                                                                   |               |
| —       | 2021      | —         | Annulé à cause de la pandémie de Covid-19 et remplacé par le Trophée IHF/EHF (en) | Annulé à cause de la pandémie de Covid-19 et remplacé par le Trophée IHF/EHF (en) | Annulé à cause de la pandémie de Covid-19 et remplacé par le Trophée IHF/EHF (en) | Annulé à cause de la pandémie de Covid-19 et remplacé par le Trophée IHF/EHF (en) | Annulé à cause de la pandémie de Covid-19 et remplacé par le Trophée IHF/EHF (en) | Annulé à cause de la pandémie de Covid-19 et remplacé par le Trophée IHF/EHF (en) | Annulé à cause de la pandémie de Covid-19 et remplacé par le Trophée IHF/EHF (en) |               |
| 4e      | 2023 (en) | Bulgarie  | Cuba                                                                              | 28 – 18                                                                           | Chypre                                                                            |                                                                                   | Bulgarie                                                                          | 47 – 18                                                                           | Inde                                                                              |               |

## Tableau des médailles
| Rang  | Nation     | Or | Argent | Bronze | Total |
| ----- | ---------- | -- | ------ | ------ | ----- |
| 1     | Îles Féroé | 2  | 0      | 0      | 2     |
| 2     | Cuba       | 1  | 1      | 0      | 2     |
| 3     | Géorgie    | 1  | 0      | 0      | 1     |
| 4     | Lettonie   | 0  | 1      | 0      | 1     |
| 4     | Turquie    | 0  | 1      | 0      | 1     |
| 4     | Chypre     | 0  | 1      | 0      | 1     |
| 7     | Kosovo     | 0  | 0      | 2      | 2     |
| 7     | Bulgarie   | 0  | 0      | 2      | 2     |
| Total | Total      | 4  | 4      | 4      | 12    |

## Participations
| Pays            | 2015 (16) | 2017 (16) | 2019 (12) | 2023 (12) | Total |
| --------------- | --------- | --------- | --------- | --------- | ----- |
| Albanie         | 14e       | 15e       |           |           | 2     |
| Andorre         | 15e       | 14e       |           | 8e        | 3     |
| Arménie         | 16e       | 16e       |           |           | 2     |
| Australie       | 12e       |           |           | 6e        | 2     |
| Azerbaïdjan     |           | 10e       | 10e       | 12e       | 3     |
| Bulgarie        | 11e       | 5e        | 3e        | 3e        | 4     |
| Cameroun        | 7e        |           |           |           | 1     |
| Chine           | 10e       | 6e        | 6e        |           | 3     |
| Colombie        |           |           | 8e        |           | 1     |
| Cuba            |           |           | 2e        | 1er       | 2     |
| Chypre          |           | 4e        |           | 2e        | 2     |
| Estonie         | 5e        |           |           |           | 1     |
| États-Unis      |           |           | 5e        |           | 1     |
| Îles Féroé      | 1er       | 1er       |           |           | 2     |
| Géorgie         |           | 8e        | 1er       |           | 2     |
| Grande-Bretagne | 9e        | 11e       | 4e        | 5e        | 4     |
| Guatemala       |           |           |           | 10e       | 1     |
| Inde            |           |           | 9e        | 4e        | 2     |
| Irlande         | 13e       | 12e       | 11e       |           | 3     |
| Kosovo          | 3e        | 3e        |           |           | 2     |
| Lettonie        | 2e        |           |           |           | 1     |
| Luxembourg      |           | 7e        |           |           | 1     |
| Malte           | 8e        | 13e       | 12e       | 11e       | 4     |
| Moldavie        | 6e        | 9e        |           | 9e        | 3     |
| Nigeria         |           |           | 7e        | 7e        | 2     |
| Turquie         |           | 2e        |           |           | 1     |
| Uruguay         | 4e        |           |           |           | 1     |
| Total           | 16        | 16        | 12        | 12        |       |